# Небанківський надавач платіжних послуг
Небанківський надавач платіжних послуг – надавач платіжних послуг, що не є банком.
До небанківських надавачів платіжних послуг належать:
- платіжні установи (у тому числі малі платіжні установи);
- філії іноземних платіжних установ;
- установи електронних грошей;
- фінансові установи, що мають право на надання платіжних послуг;
- оператори поштового зв'язку;
- надавачі нефінансових платіжних послуг.